# Cantó de La Linda
El cantó de La Linda és un cantó francès del departament de la Dordonya, situat al districte de Brageirac. Té 14 municipis i el cap és La Linda.

## Municipis
- Banuèlh
- Cause de Clarenç
- Cosa e Sent Front
- La Linda
- Lencais
- Lieurac de Loira
- Mausac e Grand Castanh
- Prescinhac e Vic
- Sent Ànhan
- Sent Grapasi de La Linda
- Sent Feliç de Viladés
- Sent Marcèl de Perigòrd
- Varenas
- Verdon

## Història
| Data d'elecció                           | Identitat          | Partit        | Qualitat |
| ---------------------------------------- | ------------------ | ------------- | -------- |
| 1979-1992                                | Michel Suchod      | MDC           |          |
| 1992-1998                                | Philippe Dubreuilh | Divers droite |          |
| 1998-2004                                | Michel Suchod      | MDC           |          |
| 2004-                                    | Serge Mérillou     | PS            |          |
| les dades anteriors no són pas conegudes |                    |               |          |
|                                          |                    |               |          |

## Demografia
| 1962  | 1968  | 1975  | 1982  | 1990  | 1999  | 2006  |
| ----- | ----- | ----- | ----- | ----- | ----- | ----- |
| 8.084 | 8.172 | 7.972 | 7.830 | 8.227 | 8.183 | 8.299 |